# Wiege Europas
Das Schlagwort Wiege Europas bezeichnet das antike Griechenland, das man als kulturellen Ursprung Europas betrachtet hat. Diese Benennung gilt als antiquiert und wird besonders in begriffsbewussten Fachkreisen gemieden, da im Begriff der „Wiege“ eine lineare, organische und teleologische Entwicklung der Geschichte impliziert ist und ein solches idealistisch fundiertes Geschichtsbild, nach dem eine Kultur eine Kindheitsphase habe, der eine Zeit der Blüte und schließlich der altersbedingte Verfall folge, als obsolet angesehen wird. Zudem bemühen sich die Kulturwissenschaften, ihre einst oft eurozentrische Sicht der Dinge zu überwinden und der Beeinflussung der europäischen Kulturen auch durch außereuropäische Kulturkreise Rechnung zu tragen.
So gilt „Europa“ heute als eine Kulturregion, die während ihrer Vorgeschichte aus verschiedenen Richtungen beeinflusst worden ist, so dass die Idee eines einzigen Ursprungs nicht mehr haltbar ist. Die vielfältigen Einflüsse aus Asien und Afrika (etwa durch die Araber/Mauren in Süditalien und Andalusien) und ihre Weiterentwicklung führten zur Diversität der Kulturen, wozu auch die Geomorphologie Europas beitrug.